# Avenida Presidente Masaryk

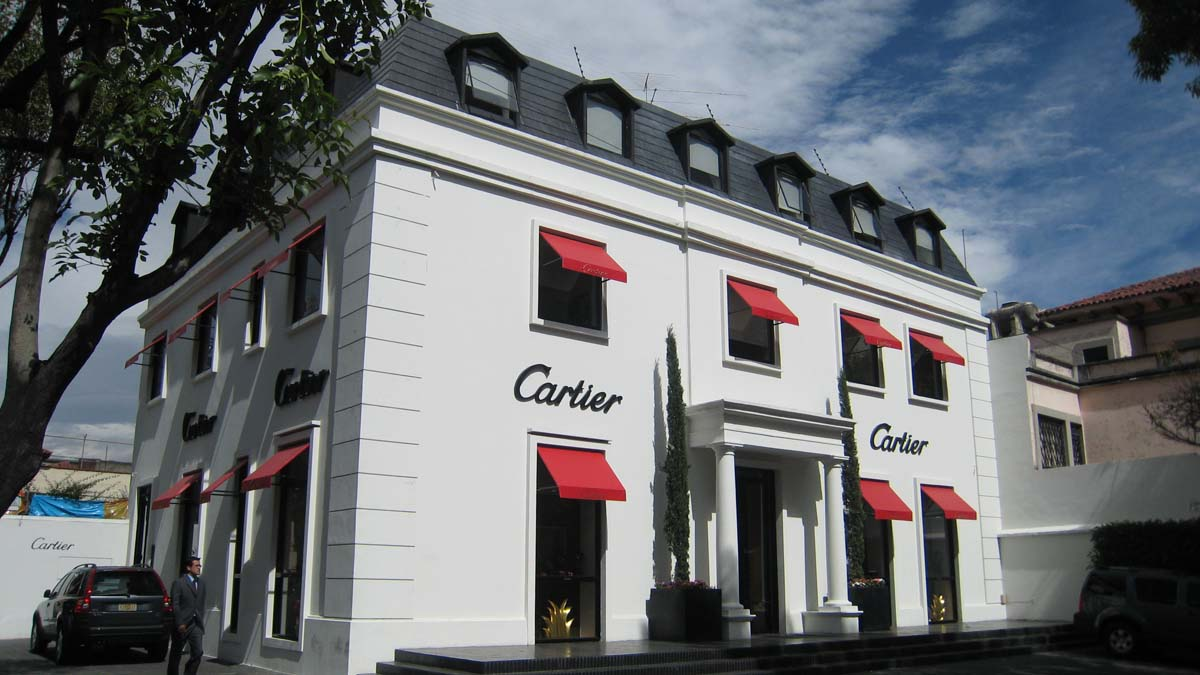
Zona de la avenida Presidente Masaryk, en la colonia Polanco, delegación Miguel Hidalgo, en la Ciudad de México.

La Avenida Presidente Masaryk se sitúa en la colonia Polanco en la Ciudad de México. Se extiende desde la Calzada General Mariano Escobedo al este hasta la Avenida Ferrocarril de Cuernavaca al oeste, bordeando el sector norte del enclave de restaurantes de Polanquito que colinda con el parque Lincoln. Masaryk constituye uno de los enclaves comerciales más costosos del mundo y rivaliza con la Avenida Madero en el centro histórico por ser la vía con los arrendamientos más elevados de la metrópoli.
En el sublistado del continente americano, la lista anual Cushman&Wakefield reveló que Masaryk es una de las calles más caras del mundo, ubicándose en el lugar número 13 del continente y 37 a nivel mundial. El reporte analizó 448 ubicaciones en 68 mercados.

## Historia
El presidente Lázaro Cárdenas del Río nombró la avenida en 1936, en honor de Tomáš Masaryk, el primer presidente de Checoslovaquia (de 1918 a 1935), reconocido por su política democrática. La comunidad judía que vive en esta zona también aprecia a Masaryk por haber sido defensor de los derechos humanos y también de los judíos. En 1900, Masaryk fue el defensor en el juicio antisemita del judío Hilsner. Hilsner fue inculpado por un libelo de sangre en medio de una campaña fuertemente antisemita. El juicio se llevó a cabo en un período cuando la opinión pública era totalmente contraria a Hilsner.
Los orígenes de Polanco se ubican a inicios de la década de 1920. En ese entonces, se fraccionaron los terrenos que pertenecían a la Hacienda de los Morales, y hoy en día, en su Casa Principal, se ubica uno de los restaurantes de mayor prestigio de la Ciudad de México. A principios del siglo XX, estos terrenos fueron ocupados por ricos comerciantes judíos, españoles y libaneses, quienes pretendían salir del centro histórico de la ciudad, lo que transformó a Polanco en una de las zonas más elegantes con un aire muy familiar y comunitario.
El gobierno checo y el gobierno de la Ciudad de México develaron en la zona una estatua del presidente Masaryk en 2000, donada por la ciudad de Praga. Es la misma estatua que se puede ver delante del Castillo de Praga. El monumento (la base de la estatua) fue construida por el Gobierno de la Ciudad de México.

### Grafía incorrecta del apellido
El apellido Masaryk aparece con frecuencia con errores. El gobierno de la Ciudad de México decidió corregir y cambiar los señalamientos viales bajo su control en 2000. No obstante, los propietarios de los comercios suelen seguir utilizando versiones incorrectas, como Mazaryk, Mazarik o Masarik.

## Comercios
Sobre esta avenida se han establecido boutiques de firmas mundiales prestigiosas. En la década de 1960, junto con la Zona Rosa, se establecía el mercado de lujo y prestigio de todo México. Como consecuencia de las crisis económicas que ha atravesado México, estas fueron dejando la Zona Rosa, y fueron prefiriendo Masaryk y plazas en Polanco y sus alrededores. Diseñadores mexicanos reconocidos internacionalmente también tienen sus espacios en esta avenida.